# Харитонова Олена Іванівна
Оле́на Іва́нівна Харито́нова (нар. 25 грудня 1962 в м. Осінники Кемеровської області, РСФСР, СРСР) — українська юристка та науковиця, доктор юридичних наук (2005), професор (2007), завідувачка кафедри права інтелектуальної власності та корпоративного права Національного університету «Одеська юридична академія», член-кореспондент Національної академії правових наук України (з 2013), Заслужений діяч науки і техніки України (2012). Дружина українського правознавця Є. О. Харитонова.

## Біографія
Народилася 25 грудня 1962 року в м. Осінники Кемеровської області РСФСР.
Освіта: Вища юридична. У 1990 році закінчила юридичний факультет Одеського державного університету ім. І. І. Мечникова за спеціальністю «Правознавство».
Основні етапи трудової діяльності:
01.10.1993 р. прийнята на посаду асистента кафедри адміністративного права та управління Одеського державного університету ім. І. І. Мечникова;
01.09.1997 р. переведена на посаду доцента;
31.12.1997 р. звільнена в порядку переведення до Одеської державної юридичної академії;
01.01.1998 р. зарахована на посаду доцента кафедри адміністративного права та управління;
31.08.2001 р. звільнена з посади за власним бажанням, в зв'язку з переходом в докторантуру;
01.09.2004 р. прийнята на посаду доцента кафедри адміністративного та фінансового права;
11.04.2005 р. переведена на посаду профессора кафедри адміністративного та фінансового права;
18.11.2005 р. переведена на посаду в.о. завідувача кафедри підприємницького та комерційного права;
21.112006 р. переведена на посаду завідувача кафедри підприємницького та комерційного права;
05.02.2008 р. переведена на посаду завідувача кафедри права інтелектуальної власності та корпоративного права;

## Науковий ступінь, вчене звання
У 1995 р. захистила дисертацію на здобуття наукового ступеня кандидата юридичних наук на тему «Організаційно-правові питання управління економікою і роль товарних бірж в умовах реформування ринкових відносин» (спеціальність 12.00.07).
У 2000 р. присвоєно вчене звання доцента.
У 2005 р. захистила дисертацію на здобуття наукового ступеня доктора юридичних наук на тему «Адміністративно-правові відносини: концептуальні засади та правова природа» (спеціальність 12.00.07).
Вчене звання професора присвоєно у 2007 р.
У 2013 р. обрана член-кореспондентом Національної академії правових наук України.

## Наукові та навчальні праці
Опублікувала близько 400 наукових праць.
Основні наукові праці:
1. Харитонова О. І. Адміністративно-правові відносини (проблеми теорії): Монографія. — Одеса: Юридична література, 2004. — 328 с.
2. Харитонова О. І. Правовідносини інтелектуальної власності, що виникають внаслідок створення результатів творчої діяльності (концептуальні засади): монографія / О. І. Харитонова. — Одеса: Фенікс, 2011. — 346 с.
3. Харитонов Є. О., Харитонова О. І., Старцев О. В. Цивільне право України: підручник. — Вид. 3, перероб. і доп. — К. : Істина, 2011. — 808 с.
4. Харитонов Е. О., Харитонова Е. И. Очерки сравнительного правоведения: традиции частого (гражданского) права в Европе / Е. О. Харитонов, Е. И. Харитонова. — Одесса: Феникс, 2013. — 642 с. (рос.)
5. Харитонов Є. О., Харитонова О. І. Приватне право як концепт: пошук парадигми: монографія / Є. О. Харитонов, О. І. Харитонова. — Одеса: Фенікс, 2014. — 800 с.
6. Харитонова О. І., Ульянова Г. О. Захист авторських прав від плагіату: монографія. — Одеса: Юридична література. — 2014. — 240 с.
7. Право інтелектуальної власності: підручник / [О. І. Харитонова, Є. О. Харитонов, Т. С. Ківалова, В. С. Дмитришин, О. О. Кулініч, Л. Д. Романадзе та ін.]; за заг. ред. О. І. Харитонової. — К.: Юрінком Інтер, 2016. — 540 с.
8. ІТ-право: поняття та сутність: монографія / за ред. О. І. Харитонової, Є. О. Харитонова. — Одеса: Фенікс, 2017. — 316 с.
9. ІТ-право та інформаційна безпека: монографія / [авт.кол.]; за ред. д.ю.н., проф. О. І. Харитонової, д.ю.н., проф. Є. О. Харитонова. — Одеса: Фенікс, 2017. — 176 с.

## Членство в спеціалізованих вчених радах та редакційних колегіях видань
Член спеціалізованої вченої ради із захисту кандидатських та докторських дисертацій Національного університету «Одеська юридична академія».
Член редакційних колегій журналів «Актуальні проблеми держави і права», «Часопис цивілістики», «Науковий вісник Південного регіонального центру НАПрНУ», «Наукові праці Національного університету „Одеська юридична академія“».
Член консультаційної ради при Верховному Суді.

## Нагороди
- Почесне звання Заслужений діяч науки і техніки України (2012)
- Відмінник освіти України (2007)